# Bundesstraße 261
Pour les articles homonymes, voir Route 261.
La Bundesstraße 261 est une Bundesstraße du Land de Rhénanie-Palatinat.

## Géographie
La B 261 relie ainsi le Westerwald et les quartiers orientaux de Coblence, comme Arenberg, et Lahntal. Par conséquent, le B 261 à Bad Ems porte également le nom de la rue Arenberger Straße.
La B 261 soulage également le trafic à l'intérieur de Coblence, car les véhicules en provenance du Westerwald peuvent aller directement à Lahntal et non faire le détour de Coblence et Lahnstein, à savoir par la B 42, en lien avec la B 49 et la B 260. Il en est de même pour le trafic en provenance des quartiers de Coblence.
À Bad Ems, le B 261 forme une sorte de périphérique avant de rencontrer la B 260 du côté ouest du tunnel de Malberg.

## Source
- (de) Cet article est partiellement ou en totalité issu de l’article de Wikipédia en allemand intitulé « Bundesstraße 261 » (voir la liste des auteurs).

1. ↑  (de) « Die Bundes- und Reichsstraßen in Deutschland - Nr. 166 bis 327 » [archive du 18 février 2009], sur home.arcor.de (consulté le 16 juillet 2025)